# Otogi-jūshi Akazukin
Otogi-jūshi Akazukin (おとぎ銃士 赤ずきん?) è una serie OVA di tre episodi prodotta nel 2005 ed adattata in una serie televisiva anime di trentanove episodi nel 2007. La serie TV è stata trasmessa in Italia da DeA Kids a partire dal 12 settembre 2009 con il titolo di Fairy Musketeers, in seguito non è mai stata replicata e l'edizione italiana risulta tuttora introvabile.

## Trama
Un tempo esisteva un mondo in cui convivevano la magia e la scienza, ma essere in possesso di entrambi questi poteri rese gli abitanti presuntuosi e pigri. Per tale motivo, Dio divise quel mondo in due territori: Erde (la Terra), il mondo della scienza, e Phadavale, il mondo della magia. Tuttavia su Phandavale una terribile strega chiamata prese il potere, e decise di volere riunire nuovamente i due mondo sotto la sua tirannia. Tuttavia per poterlo fare ha bisogno di avere accesso alla "chiave di Erde" ed alla "chiave di Phandavale".
Un giovane uomo di Erde chiamato Sōta incontra una giovane donna di Phandavale, Akazukin ed il suo amico, un lupo parlante di nome Val. Sōta scopre di essere egli stesso la chiave di Erde. È quindi compito di Akazukin (Cappuccetto Rosso), Val, e gli altri moschettieri, Shirayukihime (Biancaneve) e Ibara (La bella addormentata nel bosco) di proteggere Sōta dalla malvagia Cendrillon e dai suoi Nightmarians che mirano ad impadronirsi del potere che il giovane umano possiede dentro di sé.

## Personaggi e doppiatori
Akazukin (赤ずきん? Cappuccetto Rosso)
Doppiata da Yukari Tamura, voce italiana di Veronica Puccio
Sōta Suzukaze (鈴風草太?, Suzukaze Sōta)
Doppiato da Motoko Kumai (OVA e TV 1-25), Yūko Sanpei (TV 26+), voce italiana di Gabriele Patriarca
Shirayukihime (白雪姫? Biancaneve)
Doppiata da Kanako Tateno
Ringo Kinoshita (木ノ下りんご?, Kinoshita Ringo)
Doppiato da Rie Kugimiya
Val (銀狼ヴァル?, Ginrō Varu)
Doppiato da Nobuyuki Hiyama
Ibarahime (いばら姫? La bella addormentata)
Doppiata da Miyuki Sawashiro
Cendrillon (サンドリヨン?, San'doriyon, Cenerentola)
Doppiata da Misa Watanabe
Randagio (ランダージョ?, randājo, Il gatto con gli stivali)
Doppiato da Akiko Kobayashi
Hansel (ヘンゼル?, henzeru, Hansel)
Doppiato da Daisuke Hirakawa, voce italiana di Gianluca Crisafi
Gretel (グレーテル?, gurēteru, Gretel)/Erika (エリカ?)
Doppiata da Sayuri Yahagi
Hamelin (ハーメルン?, Hamerun, Il pifferaio di Hamelin)
Doppiato da Kenji Nojima
Re Fernando
Doppiato da Hideki Tasaka
Trude
Doppiata da Kaori Shimizu

## Episodi
1. Akazukin Finally Comes (赤ずきんがやってきた?,  Akazukin ga yatte kita) 2006-07-01
2. Magic Girl Snow White (魔法少女 白雪姫?, Mahou shōjo Shirayukihime) 2006-07-08
3. The Interesting Transfer Student ( 気になる転校生?, Ki ninaru tenkousei) 2006-07-15
4. Gretel's Trap (グレーテルの罠?, Gretel no wana) 2006-07-22
5. The Awakening of the Thorn Princess (いばら姫の目覚め?, Ibara hime no mezame) 2006-07-29
6. Sorry, Ringo (ごめんね、りんご?, Gomen ne, Ringo) 2006-08-05
7. Our Journey (ぼくらの旅立ち?, Bokura no Tabidachi) 2006-08-12
8. The Man With A Flute In His Heart (心に笛を持つ男?, Kokoro ni Fue wo motsu Otoko) 2006-08-19
9. Magic Hater Hans (魔法嫌いのハンス?, Mahou Kirai no Hans) 2006-08-26
10. A Friend For A Thousand Years (千年の友達?, Sennen no tomodachi) 2006-09-02
11. Souta and the Magician In Love (草太と恋する魔法使い?, Souta to koi suru mahou tsukai) 2006-09-09
12. Secret Of the Cellar ( 地下室のひみつ?,  Chikashitsu no himitsu) 2006-09-16
13. Salamandra Village (サラマンドラの村?, Salamandra no mura) 2006-09-23
14. The Okashi Forest's Memories (おかしな森の記憶?, Okashi na mori no kioku) 2006-09-30
15. Trude's Maze (トゥルーデの迷宮?, Trude no meikyuu) 2006-10-07
16. The Princess Of Thorns and Clover (いばら姫とクローバー?, Ibarahime to clover) 2006-10-14
17. The City Where Ash Falls (灰の降る町?, Hai no furu machi) 2006-10-21
18. The Three Singing Musketeers (うたう三銃士?, Utau sanjuushi) 2006-10-28
19. The Same Moonlight (ムーンライトじゅ～すぅい～?, ~Moonlight juusui~) 2006-11-04
20. Princess Akazukin (プリンセス赤ずきん?, Princess Akazukin) 2006-11-11
21. Fernando's Present (フェレナンドの贈り物?, Fernando no okurimono) 2006-11-18
22. The Bride Rapunzel (花嫁はラプンツェル?, Hanayome wa Rapunzel) 2006-11-25
23. Glass Slippers (ガラスのくつ?, Garasu no kutsu) 2006-12-02
24. Souta's Mother (草太のおかあさん?, Souta no okaa-san) 2006-12-09
25. The Tiny Princess (ちいさなお姫さま?, Chiisana ohimesama) 2006-12-16
26. Akazukin Vs. Snow White (赤ずきんVS白雪姫?, Akazukin VS Shirayukihime) 2006-12-23
27. The Magic Castle (魔女の城?, Mahou no shiro) 2007-01-06
28. The Dwarf's Flowerpot (ドワーフの植木鉢?, Dwarf no uekibachi) 2007-01-13
29. Lonely Gretel (一人ぼっちグレーテル?, Hitoribocchi Gretel) 2007-01-20
30. Wiese Forest's Memories (ヴィーゼ村の思い出?, Wiese-mura no omoide) 2007-01-27
31. Their Bond (ふたりの絆?, Futari no kizuna) 2007-02-03
32. Eternally Bremen (ブレーメンよ永遠に?, bure men yo eien ni) 2007-02-10
33. The Symbol of Friendship (仲間のしるし?, nakama noshirushi) 2007-02-17
34. Hansel and Gretel (ヘンゼルとグレーテル?, henzeru to gure teru) 2007-02-24
35. To the Sealed Land (封印の地へ?, fuuin no chi he) 2007-03-03
36. The Key's Power (鍵のちから?, kagi nochikara) 2007-03-10
37. The Story of Two Worlds (ふたつの世界の物語?, futatsuno sekai no monogatari) 2007-03-17
38. Door to the Future (未来への扉?, mirai heno tobira) 2007-03-24
39. Goodbye Akazukin (さよなら赤ずきん?, sayonara Akazukin) 2007-03-31

## Colonna sonora
Sigle di apertura
- Ever-Never-Land cantata da Yukari Tamura (OAV)
- "Dōwa Meikyū (童話迷宮? lit. Fairytale Labyrinth) cantata da Yukari Tamura (TV 1)
- Princess Rose cantata da Yukari Tamura (TV 2)

Sigle di chiusura
- Clover cantata da marhy (OAV e TV 1)
- Egao no Takaramono (笑顔の宝物?) cantata da Yukari Tamura, Kanako Tateno e Miyuki Sawashiro (TV 2)
- CROSS ROAD cantata da marhy (TV 3)